# Förmak

Frontal vy av ett öppnat hjärta.

Höger och vänster förmak (atrium cordis) utgör två av hjärtats fyra hålrum.
Efter att blodet passerat kroppen genom systemkretsloppet färdas det in via hålvenerna genom höger förmak till höger kammare. Från kammaren pumpas blodet ut i lungkretsloppet via lungartärerna till kapillärbäddar i samband med alveoler, där gasutbytet sker. Blodet syresätts och återvänder via lungvener till vänster förmak och vidare till vänster kammare. Sedan återgår blodet ut i systemkretsloppet genom aorta (stora kroppspulsådern).
Mellan förmaken och kamrarna finns segelklaffar. Dessa är öppna under diastole, då blodet flödar med tryckgradienter in i kammaren. I systole stängs segelklaffarna för att förhindra att blodet flödar tillbaka in i förmaken.

## Förmaksseptum
Förmaksseptum (septum interatriale) är en tunn muskelvävnad mellan de vänstra och högra förmaken. Vid septumdefekter som till exempel ett öppet foramen ovale kan syrefattigt blod passera in tillbaka i systemkretsloppet utan att syresättas.

## Källhänvisningar
1. ↑  ”MeSH Tree Location(s) for Atrial Septum”. Swedish MeSH. Karolinska Institutet. Arkiverad från originalet den 7 april 2014. https://web.archive.org/web/20140407061357/http://mesh.kib.ki.se/swemesh/show.swemeshtree.cfm?Mesh_No=A07.541.459.249&tool=karolinska. Läst 3 april 2014.